# Самарский троллейбус
Самарский троллейбус (до 1991 года Куйбышевский троллейбус) был запущен в эксплуатацию 6 ноября 1942 года. Является одной из трёх действующих троллейбусных сетей в Самарской Области. В настоящее время в Самаре действует 15 троллейбусных маршрутов и 3 троллейбусных депо. Самарская троллейбусная система является старейшей из непрерывно действующих в России с начала ввода в эксплуатацию. Дело в том, что в Ростове-на-Дону, Санкт-Петербурге (Ленинграде) и Донецке (Сталино) троллейбус прекращал движение во время Великой Отечественной войны.

## История
27 июня 1942 г. Куйбышевский горсовет принял решение о строительстве первой троллейбусной линии протяжённостью 6,5 км: от Железнодорожного вокзала по улицам Льва Толстого и Куйбышева до Площади Революции. Движение открывали троллейбусы ЯТБ-2, эвакуированные в 1941 году из Москвы. Завершение работ намечалось приурочить к 25-й годовщине Октябрьской революции — в ноябре 1942 года.
В 1970 году заработал Куйбышевский ремонтный трамвайно-троллейбусный завод (КРТТЗ) на Береговой улице. В 1990-х годах он выпускал троллейбусы собственной модели (на базе ЗиУ-9). В 2000 году завод прекратил существование.
В настоящее время в Самаре действует 15 троллейбусных маршрутов и 3 троллейбусных депо. Перевозки осуществляются 260 пассажирскими троллейбусами, большую часть из которых составляют машины ЗиУ-682 производства Завода им. Урицкого (г. Энгельс Саратовской области), 1 троллейбус марки Тролза-5275.05 «Оптима» и 20 троллейбусов марки ТролЗа-5265.00 «Мегаполис». Кроме того, имеются троллейбусы АКСМ-101А и АКСМ-321 производства завода «Белкоммунмаш» (г. Минск, Белоруссия), БТЗ-5276-04 производства Башкирского троллейбусного завода (г. Уфа), 1 троллейбус марки МАЗ-ЭТОН Т203, произведённый на Минском Автомобильном Заводе и 22 троллейбуса марки ПКТС-6281.00 «Адмирал», произведённые на заводе ПК «Транспортные Системы» в городе Энгельсе. До июня 2013 года в городе эксплуатировались троллейбусы модели ЗиУ-683.
Троллейбусная сеть имеет значительное развитие в районах с наибольшим пассажиропотоком, поэтому троллейбус является важным для города видом транспорта.

## Хронология
- Октябрь 1941 г. — в Куйбышеве, на стадионе «Локомотив» организована так называемая эвакобаза. Из Москвы в Куйбышев было эвакуировано в общей сложности 105 троллейбусов ЯТБ-1, ЯТБ-2 и ЯТБ-4, а также поезда метрополитена.
- 27 июня 1942 г. — по решению Куйбышевского горсовета началось строительство первой очереди троллейбуса по маршруту от Железнодорожного вокзала по улицам Льва Толстого и Куйбышева до Площади Революции протяжённостью 6,5 км. Завершение работ намечалось приурочить к 25-й годовщине Октябрьской революции.
- Октябрь 1942 г. — из 10 старых изношенных троллейбусов ЯТБ-2, выделенных городу с эвакобазы, своими силами укомплектованы 5 пассажирских машин, и одна машина превращена в техпомощь с вышкой. Остальные троллейбусы с эвакобазы позднее были частично возвращены в Москву, частично переданы в другие города. На привокзальной площади была установлена списанная неходовая машина, в которой была устроена диспетчерская, а у входа на пешеходный мост была вырыта смотровая яма. В барачном помещении стадиона «Локомотив» была выделена комната, в которой разместилась троллейбусная служба и где инженер московского троллейбуса А. Хмелев и московские водители проводили занятия с будущими водителями куйбышевского троллейбуса. Практику вождения они проходили в Москве.
- 3 ноября 1942 г. — завершён монтаж контактной сети. Из-за катастрофической нехватки материалов линия была сделана однопутной, с разворотными кругами на концах. Вместо металлических опор контактной сети были установлены сдвоенные деревянные. Для растяжек, вместо стального троса и семафорной проволоки, была использована железная проволока. Арматуру изготовили Завод им. Масленникова и Вагоноремонтные мастерские трамвайного парка. Питание линии осуществлялось от трамвайной тяговой подстанции.
- 6 ноября 1942 г. — после краткого митинга была перерезана красная лента, в 10 часов 21 минуту в сеть подали напряжение, и троллейбус отправился в первый рейс. В салоне ехали члены приемочной комиссии, а также строители, монтажники, электрики. Рейс до Площади Революции занял 30 минут. Через 2 часа троллейбус уже принял первых пассажиров. Регулярное движение по однопутной линии осуществлялось всего шесть дней — с 11 по 16 ноября. С 16 ноября по 3 декабря троллейбус не работал — производился монтаж второй ветки троллейбусной контактной сети.
- 4 декабря 1942 г. — началась постоянная эксплуатация троллейбуса. По двухпутной линии курсировали 4 машины ЯТБ-2 с интервалами 10-12 минут. Длительность рейса в одну сторону уменьшилась до 18-20 минут. Так как депо ещё не было, все машины на ночь оставались стоять на трассе линии в районе вокзала.
- Декабрь 1945 г. — в здании напротив стадиона «Динамо» (на углу ул. Льва Толстого и ул. Братьев Коростёлевых) выделено временное помещение для гаража. В здании был пробит проем и сделаны двустворчатые ворота. Внутри была вырыта яма, стены и пол которой укрепили старыми шпалами. Ночная стоянка троллейбусов также была перенесена — теперь машины стояли вдоль ул. Льва Толстого.
- 28 января 1948 г. — на линию вышли первые два троллейбуса модели МТБ-82 производства Тушинского авиазавода № 82. Позднее троллейбусы этой модели стали поступать с Завода им. Урицкого.
- 1950 г. — начато строительство первого троллейбусного депо в квартале улиц Буянова, Маяковского, Мичурина, Чкалова.
- Май 1955 г. — составлен проект строительства новой троллейбусной линии длиной около 20 км из города в Кировский район, а также развитие троллейбусной сети внутри района. Строительство первой линии этого проекта началось в июле 1955 г.
- 5 ноября 1956 г. — открыто первое троллейбусное депо на 50 машин.
- 6 ноября 1959 г. — сдана в эксплуатацию первая очередь Троллейбусного депо № 2 на 50 машин в Советском районе, рядом с Кировским трамвайным депо. Кроме того, открыта троллейбусная линия длиной 8,6 км в Куйбышевском районе — от Кинотеатра «Прогресс» (ныне — конечная станция «Хлебозавод № 3») до посёлка Нефтяников (116-й км). По линии запущен маршрут № 6 «Площадь Революции — Калининградская ул.» (впоследствии, в 80-х годах продлён до ул. Грозненской).
- 1961 г. — с Завода им. Урицкого в город начали поступать троллейбусы новой модели ЗиУ-5.
- 1970 г. — Троллейбусные депо № 1 и № 2 стали соответственно 1-м и 2-м отделениями Объединенного троллейбусного депо.
- Сентябрь 1972 г. — с Завода им. Урицкого в Депо № 1 поступили первые два троллейбуса новой трехдверной модели ЗиУ-682.
- 17 мая 1978 г. — сдано в эксплуатацию Троллейбусное депо № 3 на 150 машин в 11-м микрорайоне на ул. Фадеева.
- 1982 г. — маршрут № 14 отменён.
- 1984 г. — закрыты маршруты № 2,9. Линия до кинотеатра Искра демонтирована.
- 1985 г.-маршрут № 2 восстановлен. Его новая трасса прошла от Вокзала до площади Кирова.
- Декабрь 1986 г.[6] — началась эксплуатация первого троллейбусного поезда[7][8] из двух машин ЗиУ-682, работающих по системе Владимира Веклича[9][10], на маршруте № 2 в часы «пик». Всего в Самаре эксплуатировалось 11 таких поездов[11].
- Апрель 1991 г. — в Депо № 3 поступил первый сочленённый троллейбус ЗиУ-683Б00 с тиристорно-импульсной системой управления (ТИСУ). После обкатки машина, получившая бортовой номер 3143, стала работать на 17-м маршруте. Позже было получено ещё две таких машины, а в 1992 г. — ещё две, но уже с реостатно-контакторной системой управления (РКСУ).
- Октябрь 1991 г. — первый троллейбус производства Самарского завода транспортного машиностроения (СЗТМ) — «Самара» — передан для эксплуатации во 2-е депо.
- Август 1995 г. — в Троллейбусном депо № 3 (а позднее и в 1-м отделении Объединённого депо) началось освоение своими силами капитально-восстановительного ремонта (КВР) отслуживших свой срок троллейбусов.
- Июль 1997 г. — на линию вышли два новых троллейбуса АКСМ-101А производства Минского завода «Белкоммунмаш». Они поступили в 1-е отделение Объединенного депо и получили номера 896 и 897.
- 1999 г. — отменен маршрут № 1.Маршрут № 3 стал ходить только по улицам М.Горького,Куйбышева.
- 2001 г. — расформирован последний троллейбусный поезд Владимира Веклича[7][11].
- Ноябрь 2003 г. — освоен капитальный ремонт троллейбусов с заменой кузова. Первые два кузова модели БТЗ-5276.04 производства ОАО «Башкирский троллейбусный завод» получили машины 824 в Объединённом депо и 3178 в Депо № 3. У новых машин часть тягового электрооборудования вынесена на крышу, что повышает надёжность его работы и безопасность для пассажиров.
- Май-июль 2008 г.- Отменены маршруты № 3,11.Линия по набережной до Речного вокзала демонтирована.
- 2010 г.-маршрут № 5 отменён.
- Октябрь 2011 г. — реконструкция троллейбусного кольца на ул. Советской Армии, благодаря которой появилась возможность продлить 15 маршрут до Железнодорожного вокзала.
- Декабрь 2011 г.-Маршрут № 2 заменён на № 20.
- Апрель 2013 г. — состоялась презентация 16 новых троллейбусов марки БКМ-321. Новые троллейбусы приписаны к троллейбусному депо № 3.
- Июнь 2013 г. — с баланса ТТУ списаны последние троллейбусы модели ЗиУ-683.
- Декабрь 2014 г. — началось оснащение троллейбусов информационной системой «Интеграл». В комплект ИС входит 3 внешних светодиодных табло (переднее, боковое и заднее), внутреннее светодиодное табло, блок управления с функцией автоинформатора. Всего по программе «Доступная среда в Самарской области» закуплено 32 комплекта оборудования.
- Февраль 2015 г. — В Троллейбусное депо № 3 прибыл первый троллейбус БКМ 321 из партии в 19 штук, закупленной в конце 2014 года по программе «Доступная среда в Самарской области». Доставку остальных планируется осуществить в течение февраля-марта. Ожидается, что все новые машины поступят в Троллейбусное депо № 1.
- 23 марта 2015 г. — Парк самарского Трамвайно-троллейбусного управления пополнился 19 новыми низкопольными троллейбусами белорусского производства. На обновление транспорта было выделено 163 млн рублей.
- 2016 г. — Закуплены троллейбусы ТролЗа 5265 — Мегаполис.
- Октябрь 2017 г.- маршрут № 16 изменён.
- 1 июля 2018 г.- маршрут 8в переименовывается в 9.
- Конец 2021-начало 2022 гг. - Демонтирована линия закрытого 11 маршрута троллейбуса по Куйбышева,Волжскому проспекту и Лесной улицам.
- Апрель 2022 г. — после длительного перерыва троллейбусный маршрут № 6 вернулся на улицу Грозненскую.

## Маршруты

Карта маршрутов Самарского троллейбуса (2022-04)

В городе действует 15 троллейбусных маршрутов, обслуживаемых тремя депо:
| №   | Следует                                                            | Депо | Дополнительно                           |
| --- | ------------------------------------------------------------------ | ---- | --------------------------------------- |
| 4   | Завод «Металлург» — Железнодорожный вокзал                         | 1, 2 |                                         |
| 4к  | Барбошина поляна — Троллейбусное депо № 2                          | 2    | по будням в часы пик                    |
| 6   | Губернский рынок — ул. Грозненская                                 | 1    |                                         |
| 7   | Завод «Металлург» — Троллейбусное депо № 2                         | 2    |                                         |
| 8   | Барбошина поляна — Завод «Экран»                                   | 2    |                                         |
| 9   | Барбошина поляна — Троллейбусное депо № 2                          | 2    | по выходным                             |
| 10  | Центральная проходная ОДК-Кузнецов — Самарский Завод Кабелей Связи | 2    |                                         |
| 12  | Завод «Экран» — Железнодорожный вокзал                             | 3    |                                         |
| 13  | Завод «Экран» — Кинотеатр «Шипка»                                  | 3    |                                         |
| 15  | Завод «Металлург» — Железнодорожный вокзал                         | 1, 2 |                                         |
| 16  | Губернский рынок — 6-й причал                                      | 1    |                                         |
| 17  | 15-й микрорайон (пр. Карла Маркса) — Железнодорожный вокзал        | 3    |                                         |
| 18  | Завод «Экран» — 15-й микрорайон (пр. Карла Маркса)                 | 3    | по будням в часы пик                    |
| 19  | Барбошина поляна — ул. Ново-Садовая                                | 3    |                                         |
| 20  | Безымянский рынок — Железнодорожный вокзал                         | 1    |                                         |
| 108 | Губернский рынок — СК "Южный"                                      | 1    | Действует с 1 июня 2025 по 31 июля 2025 |

### Закрытые
№ 1. Губернский рынок — 6-й причал (отменён в 1999 г.).
№ 2. Безымянский рынок — Железнодорожный вокзал (отменён в 2011 гг. из-за переоткрытия маршрута № 20).
№ 3. Железнодорожный вокзал — 6-й причал (отменён в 2008 г. из-за реконструкции улицы Максима Горького).
№ 5. Губернский рынок — Хлебозавод № 3, (отменён в 2010 г.).
№ 11. Губернский рынок — Октябрьская набережная, (отменён в 2008 г. из-за строительства Северо-Восточной магистрали).
№ 14. Завод им. Фрунзе — Ипподром, (отменён в 1982 г.).
№ 20. Юнгородок - Троллейбусное депо 2 (отменён в 1987 г. из-за укорочения троллейбуса от Юнгородка до Завода Фрунзе)
№ А/Б Юнгородок - улица Александра Матросова - Юнгородок

## Диспетчерские станции
В городе функционируют следующие троллейбусные станции:
| №  | Название          | Маршруты                               |
| -- | ----------------- | -------------------------------------- |
| 17 | Губернский рынок  | 6, 16, 20                              |
| 18 | Завод «Экран»     | 8, 10 (в депо), 12, 13                 |
| 20 | Завод «Металлург» | 4, 4к (по будням), 7, 15               |
| 21 | 15-й микрорайон   | 17 и 18                                |
| 22 | Барбошина поляна  | 4к (по будням), 8, 9 (по выходным), 19 |

Недействующие диспетчерские станции:
Троллейбусная станция № 16 «Хлебозавод № 3» (6 до 2012 года)

## Подвижной состав
По состоянию на сентябрь 2013 года в Самаре имеется 262 троллейбуса. Из них 254 пассажирских и 8 служебных. В эксплуатации находятся троллейбусы следующих моделей: ЗиУ-682 (разных модификаций), АКСМ-101А, БТЗ-5276-04, Тролза-5275.05 «Оптима»,ТролЗа-5265.00 «Мегаполис», БКМ-321, МАЗ-ЭТОН Т203, ПКТС-6281.00 «Адмирал», а также грузовые троллейбусы КТГ-1 и КТГ-2. В Депо № 1 и в Депо № 3 налажен капитальный ремонт троллейбусов.
В августе 2018 года по данным департамент транспорта на линии эксплуатировалось 110 троллейбусов.
Троллейбусы Троллейбусных депо № 1 и № 2 имеют сине-белую стандартную окраску, троллейбусы Депо № 3 — красно-белую. Исключение составляют относительно новые троллейбусы, имеющие заводскую окраску, либо специально окрашенные по заводской схеме.
С 1986 по 2001 гг. в Самаре эксплуатировались троллейбусные поезда — сцепки из двух троллейбусов ЗиУ-682, работающих по системе Владимира Веклича. Всего в Самаре эксплуатировалось 11 таких поездов. В разное время в городе также работали троллейбусы ЯТБ-1, ЯТБ-2, МТБ-82, МТБ-82Д, ЗиУ-5.

## Троллейбусные депо
В городе работают три депо: № 1, № 2 и № 3. В 1970 году путём объединения первого и второго депо было создано Объединённое троллейбусное депо. Депо № 1 стало первым отделением ОТД, а депо № 2 — вторым отделением. В 2011 году ОТД разделилось на Депо № 1 и Депо № 2.
- Троллейбусное депо № 1

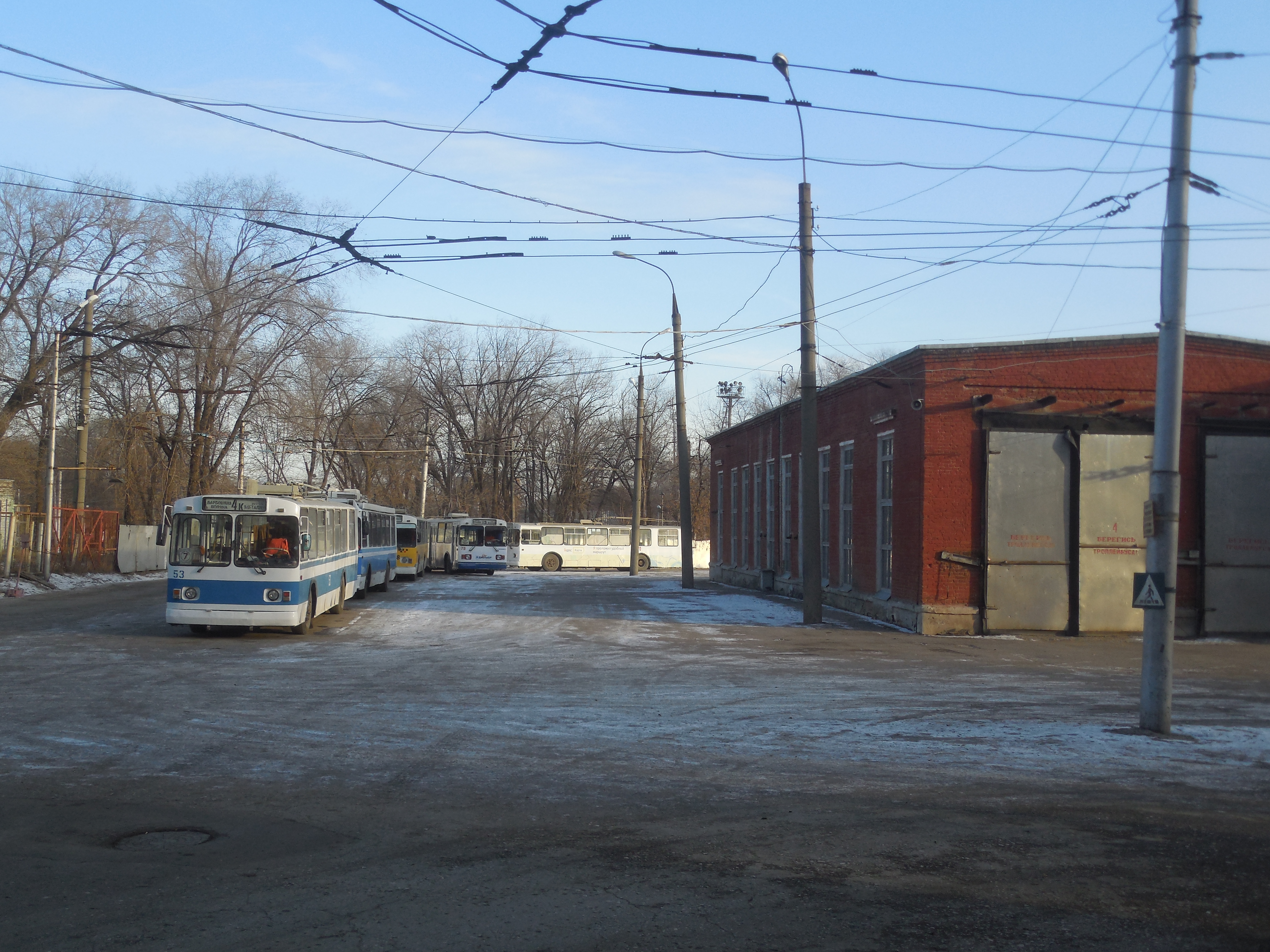
Одно из троллейбусных депо города

(С 1970 г. по 2011 г. — Объединённое троллейбусное депо, отделение № 1)
Введено в эксплуатацию в 1956 г. Расширено в 1964 г.

Обслуживает троллейбусные маршруты: 4, 6, 15, 16, 17, 20

Подвижной состав: ЗиУ-682, АКСМ-101А, БТЗ-5276-04, БКМ-321, ТролЗа-5265.00 «Мегаполис»

Нумерация троллейбусов — трёхзначная, вида 7хх, 8хх, 9хх

Адрес: 443030, г. Самара, ул. Чкалова, 91

В депо производится капитальный ремонт троллейбусов.
- Троллейбусное депо № 2

(С 1970 г. по 2011 г. — Объединённое троллейбусное депо, отделение № 2)

Введено в эксплуатацию в 1959—1960 гг. Расширено в 1968 г.

Обслуживает троллейбусные маршруты: 4, 4к, 7, 8, 9, 10, 15

Подвижной состав: ЗиУ-682, БТЗ-5276-04, ТролЗа-5265.00 «Мегаполис», ПКТС-6281.00 «Адмирал»,

Нумерация троллейбусов — двухзначная (исключение — троллейбусы 632, 811, 817)

Адрес: 443083, г. Самара, Физкультурная ул., 1А.
- Троллейбусное депо № 3

Введено в эксплуатацию в 1978 г.

Обслуживает троллейбусные маршруты: 12, 13, 17, 18, 19

Подвижной состав: ЗиУ-682, БТЗ-5276-04, БКМ-321, Тролза-5275.05 «Оптима», МАЗ-ЭТОН Т203, ТролЗа-5265.00 «Мегаполис»

Нумерация троллейбусов — четырёхзначная, вида 30хх (служебные), 31хх, 32хх

Адрес: 443111, г. Самара, ул. Фадеева, 38

В депо производится капитальный ремонт троллейбусов..

## Оплата проезда

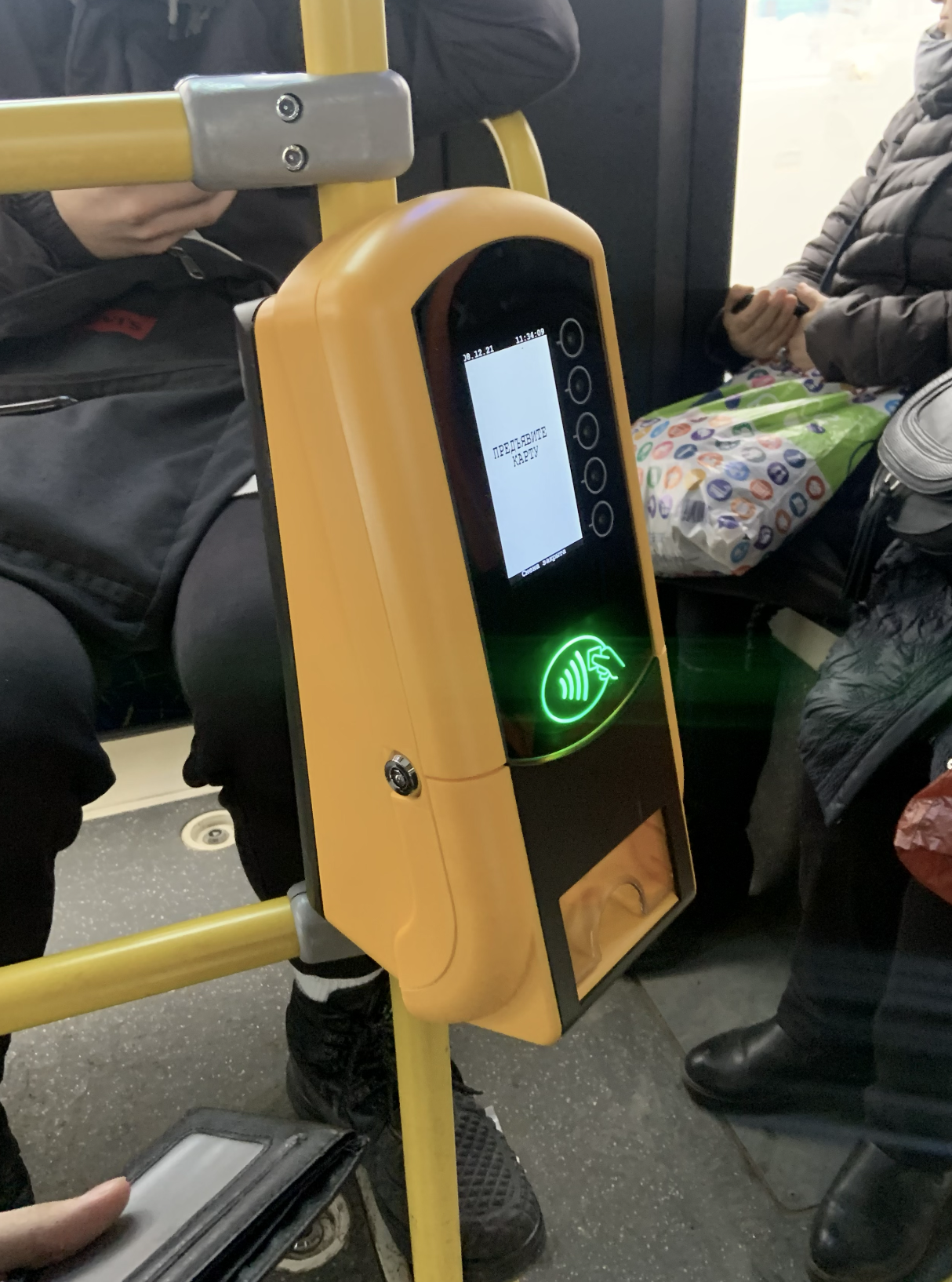
Валидатор в троллейбусе (2021 год)

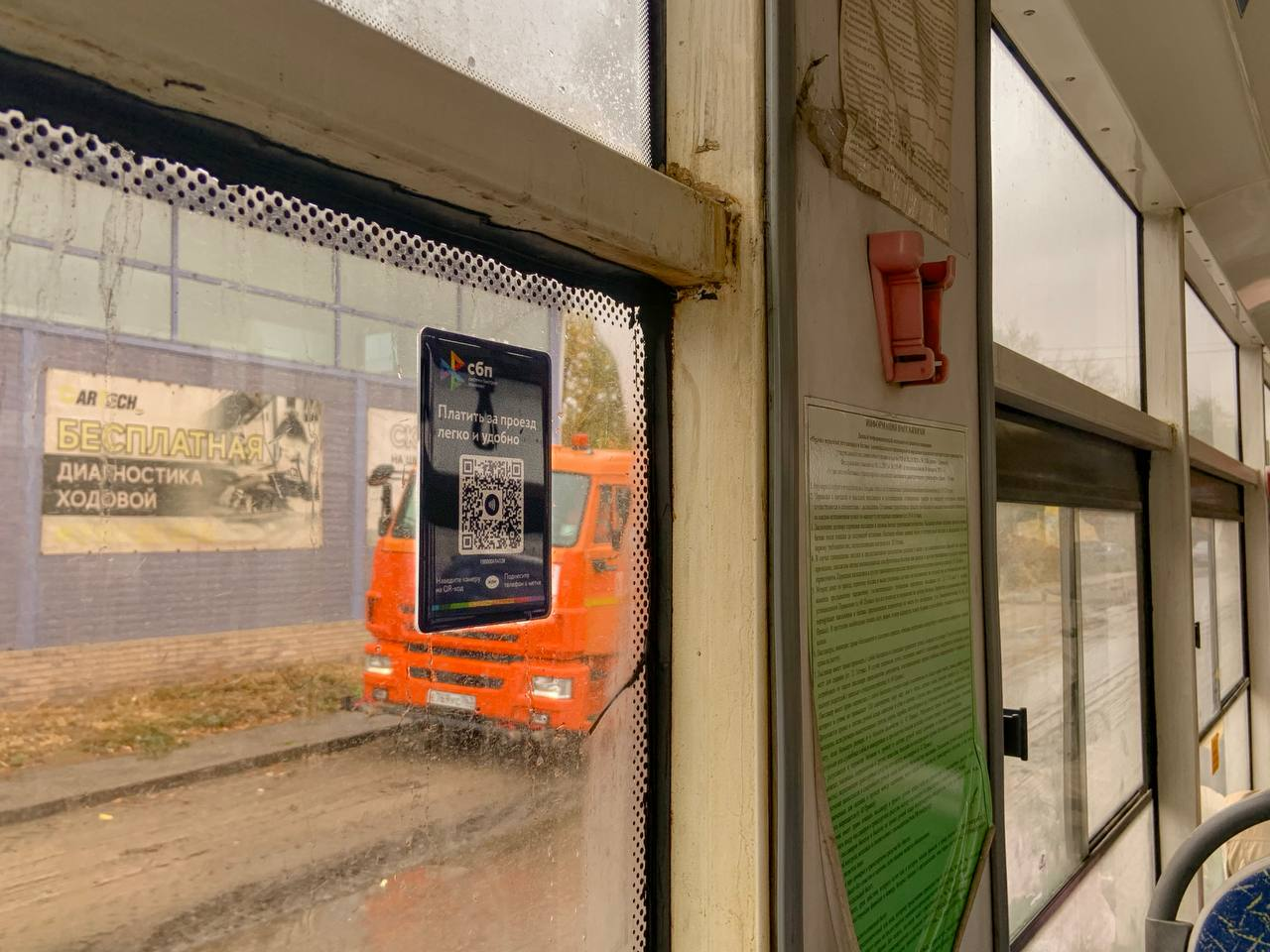
СБП табличка в троллейбусе (2024 год)

Оплата происходит у валидатора, кондуктора или водителя троллейбуса (в отсутствии первых двух). В части троллейбусов установлены модели валидаторов чешского производства для бескондукторной системы оплаты проезда. 
В 2024 году в троллейбусах были наклеены СБП NFC таблички для оплаты проезда с помощью QR-кода.
Во всех случаях оплаты (кроме СБП) кондуктор и валидатор должен выдать пассажиру билет, в котором указаны: номер маршрута, дата и время поездки, стоимость проезда, а также остаток средств на Транспортной Карте.
Если в троллейбусе установлен валидатор и нет кондуктора, то оплата наличными производится у водителя.
| Вид оплаты                | Стоимость проезда |
| ------------------------- | ----------------- |
| Наличные средства         | 40₽               |
| Банковская карта          | 37₽               |
| QR СБП                    | 37₽               |
| Единая Транспортная Карта | 37₽               |
| Карта Школьника           | 19₽               |
| Студенческая Карта        | 19,5₽             |